# ستاين
ستاين Bergen  بلدية بمقاطعة ليمبورخ، هولندا.

## طوبوغرافيا
خريطة طوبوغرافية هولندية لبلدية ستاين، يونيو 2015، (تقرأ بعد ثلاث نقرات على الخريطة)

## توأمة
لستاين اتفاقيات توأمة مع:
- ماسميخيلين